# Резолюция Совета Безопасности ООН 1973
Резолюция Совета Безопасности ООН № 1973 — резолюция, принятая Советом Безопасности ООН 17 марта 2011 года и санкционировавшая военное вмешательство иностранных государств в гражданскую войну в Ливии, а также декларирующая защиту мирных жителей как цель вмешательства (см. Гуманитарная интервенция) и дающая право принимать ради этой цели любые меры, исключая при этом возможность пребывания иностранных оккупационных сил на территории Ливии. Была принята десятью (10) голосами «за» при пятерых (5) воздержавшихся. «Против» не проголосовала ни одна страна.

## Основные положения
- СБ ООН требует немедленного прекращения огня и насилия в отношении мирного населения в Ливии;
- СБ ООН вводит запрет на все полёты над Ливией, кроме гуманитарных полётов и эвакуации иностранцев; «также запрет не относится к полётам, разрешённым в пунктах 4 и 8, и другим полётам, которые государства, действующие на основании пункта 8, считают необходимыми для пользы ливийского народа»[2][3][4];

- СБ ООН санкционирует любые действия по защите мирных жителей и населённых ими территорий, за исключением ввода оккупационных войск;
- СБ ООН разрешает инспекцию тех судов и самолётов, на которых в Ливию могут быть доставлены оружие и наёмники;
- СБ ООН вводит запрет на все полёты в Ливию;
- СБ ООН замораживает активы ливийского руководства;
- СБ ООН расширяет список ливийских чиновников, в отношении которых введены санкции на передвижение.

### Эмбарго на поставки оружия
Эмбарго на поставки оружия, введенное пунктом 9 резолюции 1970, предотвратило бы поставку оружия кому-либо в Ливии. Однако в резолюцию 1973 была добавлена формулировка «все необходимые меры, несмотря на пункт 9 резолюции 1970, если это защитит гражданское население», что фактически разрешило поставку оружия повстанцам.

## Голосование
| За (10) | Воздержались (5)                               | Против (0) |
| --- | ---------------------------------------------- | ---------- |
| - Великобритания - США - Франция - Босния и Герцеговина - Габон - Колумбия - Ливан - Нигерия - Португалия - ЮАР | - Китай - Россия - Бразилия - Германия - Индия |            |

 * жирным выделены постоянные члены Совета Безопасности ООН
Постоянные члены Китай и Россия высказали оговорки в отношении бесполетной зоны, включая практические аспекты обеспечения соблюдения такой зоны и опасения по поводу применения силы, когда другие средства не были исчерпаны, но приняли к сведению запросы Лиги арабских государств и «особую ситуацию» в Ливии и поэтому воздержались. Африканские члены Совета Безопасности осудили действия ливийского режима и поддержали документ .
На следующий день канцлер Ангела Меркель заявила, что Германия не будет участвовать в военной операции, но добавила: «Мы безоговорочно разделяем цели этой резолюции. Наше воздержание не следует путать с нейтралитетом» . Министр иностранных дел Германии Гидо Вестервелле публично заявил о своем несогласии с этой резолюцией.
Индия воздержалась, поскольку сочла резолюцию основанной на отсутствие достоверной информации о ситуации на местах в Ливии и ясности в отношении деталей принудительных мер, в том числе о том, какие меры будут приняты и как именно они будут осуществляться.
Бразилия также воздержалась, отметив фундаментальное противоречие в использовании силы для достижения немедленного прекращения насилия и защиты гражданского населения. Они считали, что применение силы «может иметь непреднамеренный эффект обострения напряженности на местах и причинить больше вреда, чем пользы тем же самым гражданским лицам, которых мы обязуемся защищать». Представитель Бразилии также отметила, что «… важным аспектом народного движения в Северной Африке и на Ближнем Востоке является его спонтанный, доморощенный характер. Мы также обеспокоены возможностью того, что применение военной силы, как это называется в пункте 4 сегодняшней резолюции может изменить ситуацию таким образом, что это может иметь серьёзные последствия для ситуации в Ливии и за её пределами».

## Нарушения резолюции в ходе интервенции

### Защита гражданского населения
Премьер-министр РФ Владимир Путин в интервью на совместной конференции с датским премьер-министром сказал, что страны коалиции нарушают резолюцию тем, что производимые ими бомбардировки дворцов и населённых пунктов с целью уничтожить Каддафи ведут как раз к гибели мирного населения, а не к его защите. К тому же, по его словам, никакого человека, кто бы он ни был, нельзя уничтожить без суда.
Министр иностранных дел РФ Сергей Лавров заявил, что вмешательство стран коалиции в гражданскую войну в Ливии не соответствует резолюции.
1 марта 2011 по сообщению британской газеты «Дейли мейл», которую подтвердил газете и высокопоставленный представитель министерства обороны Великобритании, пожелавший остаться неназванным, — непосредственно перед началом наступления революционеров на Триполи, в Киренаику высадились бойцы британского элитного подразделения SAS.
20 марта 2011. В заявлении официального представителя МИД РФ А. К. Лукашевича о ситуации вокруг Ливии говорится, что «по поступающим сообщениям, в ходе воздушных налётов на Ливию были нанесены удары, в том числе и по объектам невоенного характера в городах Триполи, Тархуна, Маамура, Жмейл. В результате, как сообщается, погибли 48 мирных граждан и свыше 150 были ранены. Частично разрушен медицинский кардиологический центр, пострадали дороги и мосты. В этой связи настоятельно призываем соответствующие государства прекратить неизбирательное применение силы. Твёрдо исходим из недопустимости использования мандата, вытекающего из резолюции 1973 СБ, принятие которой было весьма неоднозначным шагом, для достижения целей, явно выходящих за рамки её положений, предусматривающих меры только для защиты гражданского населения».
Генерал-лейтенант армии США в отставке Джеймс Дубик, в 2007 году руководивший в Ираке передачей обеспечения безопасности иракским военным, сказал, что силы коалиции в Ливии зашли дальше защиты мирных жителей. «Потому что коалиция уже атаковала не только объекты ПВО, но и объекты, относящиеся к системе перехвата. Атаки были произведены на движущиеся силы Каддафи, строения материально-технического обеспечения, склады амуниции, командные пункты. То есть, мне кажется, что помимо защиты мирного населения, операция преследует ещё две цели: подорвать военный потенциал Каддафи и поддержать силы повстанцев или хотя бы создать для них такую ситуацию, при которой то, что они в меньшинстве, не так ощутимо».
Генеральный секретарь Лиги арабских государств Амр Мусса, который поддерживал идею бесполётной зоны, раскритиковал действия коалиционных сил, сказав, что то, «что происходит в Ливии, отличается от цели введения бесполётной зоны, и мы хотели защиты гражданских лиц, а не их бомбардировки».

### Бесполётная зона
Алексей Подцероб, ведущий научный сотрудник Центра арабских исследований Института востоковедения РАН и бывший российский посол в Ливии обвинил революционеров в нарушении резолюции — по его данным, один их самолёт взлетел в воздух и нарушил бесполётную зону.

### Наземные операции
Дмитрий Рогозин представитель РФ при НАТО, считает, что НАТО «втягивается в проведение наземной операции» в Ливии, весьма вольно интерпретируя положения резолюции 1973 СБ ООН и легитимизируя новые цели для авиаударов.
В январе 2012 года BBC подтвердило участие в наземных боевых действиях британских, катарских, эмиратских и иорданских военнослужащих.

### Обеспечение соблюдения эмбарго на поставки оружия
В начале мая 2011 года, когда на фронтах в Ливии сложилась патовая ситуация, и ни революционеры, ни войска Каддафи не могли предпринять решительного наступления, французское правительство провело секретную операцию по снабжению оружием ливийских революционеров, действующих в регионе Западные Горы к юго-западу от Триполи. «Контейнеры с автоматами, пулемётами, гранатометами и противотанковыми ракетными комплексами Milan поначалу сбрасывались на парашютах над позициями повстанцев с транспортных самолётов.
После того, как оппозиционеры добились значительных успехов, очистив от сторонников Каддафи почти весь регион, в двух местах были оборудованы небольшие аэродромы, куда стали приземляться самолёты из арабских стран, на борту которых было всё то же оружие».
Подробнее см. Резолюция Совета Безопасности ООН 1970#Нарушения резолюции коалиционными силами.

## Международная реакция на резолюцию
18 марта 2011
 ООН
Пан Ги Мун, Генеральный секретарь ООН, назвал резолюцию № 1973 исторической. По его мнению, принятием этой резолюции международное сообщество продемонстрировало приверженность реализации своей ответственности по защите гражданского населения от насилия, совершаемого его собственным правительством.
20 марта 2011
 Белоруссия
В заявлении МИД Белоруссии говорится «Ракетно-бомбовые удары по территории Ливии выходят за рамки резолюции Совета Безопасности ООН № 1973 и противоречат её главной цели — обеспечению безопасности мирного населения. Республика Беларусь призывает государства, принимающие участие в военной операции, немедленно прекратить боевые действия, которые приводят к человеческим жертвам. Урегулирование конфликта является внутренним делом Ливии и должно быть обеспечено самим ливийским народом без военного вмешательства извне».
21 марта 2011
 Россия
Владимир Путин, премьер-министр РФ, в Воткинске, в Удмуртии, в ходе беседы с рабочими Воткинского завода высказался о резолюции так: «Эта резолюция Совета безопасности, безусловно, является неполноценной и ущербной… Сразу станет ясно, что она разрешает всем предпринимать всё, любые действия в отношении суверенного государства… И вообще, это мне напоминает средневековый призыв к крестовому походу». Также он охарактеризовал политику США по вмешательству в конфликты в других странах как устойчивую тенденцию, в которой нет «ни совести, ни логики», сказав, что во время президентства Клинтона шла бомбежка Белграда, а Буша-старшего и Джорджа Буша-младшего — Ирака и Афганистана. Пресс-секретарь Владимира Путина Дмитрий Песков уточнил, что высказанная Путиным оценка ситуации вокруг Ливии была его личным мнением.
30 марта 2011
 Уганда
Йовери Кагута Мусевени, президент Уганды, заявил, что «непонятно, с какой стати африканские члены СБ ООН вообще проголосовали за резолюцию о бомбардировках. Это грубо противоречило решению Африканского союза, без которого их голосование незаконно. С этим мы ещё будем разбираться».
Март 2011
 Россия
Сергей Лавров, министр иностранных дел РФ, считает военное вмешательство Запада в дела Ливии не соответствующим резолюции ООН.
10 мая 2011
 Россия
Виталий Чуркин, постоянный представитель РФ при ООН, на заседании Совета Безопасности по проблемам защиты гражданских лиц заявил, что Россия разделяет мнение о том, что действия международной военной коалиции в Ливии выходят за рамки резолюции СБ ООН, предоставившей возможность применения силы против правительственных войск этой страны исключительно для защиты мирного населения. «Благородная цель защиты гражданских лиц не должна компрометироваться попытками решить параллельно какие-либо не имеющие к этому отношение задачи».
11 мая 2011
 Россия
Глава МИД РФ Сергей Лавров в интервью газете «Московские новости» заявил, что происходящее в Ливии далеко выходит за рамки санкционированной СБ ООН задачи, а также, что «коалиция, по сути, открыто объявляет, что в её задачу входит смена режима. Что Каддафи и его родственники — со всеми экивоками, с которыми обставляется данная фраза, — законная цель. Это уж совсем перебор».
25 мая 2011
 Россия
В заявлении Уполномоченного МИД России по вопросам прав человека, демократии и верховенства права К. К. Долгова по Ливии говорится, что «из Ливии поступили тревожные известия об очередном, наиболее мощном авиаударе коалиционных сил по Триполи. Разрушению вновь подверглись объекты, не имеющие военного характера. Сообщается о погибших мирных жителях. Налицо ещё одно грубое отступление от резолюций Совета Безопасности ООН 1970 и 1973», «Вновь настоятельно призываем все стороны неукоснительно соблюдать упомянутые резолюции СБ ООН и нормы международного гуманитарного права, реально, а не декларативно, ограждать мирное население Ливии от связанных с конфликтом угроз».
29 мая 2011
 Италия
Католический апостольский викарий Триполи епископ Джованни Мартинелли приехал в Италию, чтобы обратить внимание мирового сообщества на страдания мирного населения Ливии из-за бомбардировок страны авиацией НАТО. Как сообщает радио Ватикана, епископ в Италии заявил, что несколько гражданских лиц погибли на его глазах.
30 мая 2011
 Франция
Два известных французских адвоката, Жак Верже и бывший министр иностранных дел Ролан Дюма, объявили в столице Ливии Триполи о намерении подать иск против президента Франции Николя Саркози, обвинив его в «преступлениях против человечности». «Адвокаты подадут иск от имени ливийских семей во французские суды», — заявил официальный представитель МИД Ливии Ибрагим Бухзам в присутствии около 30 представителей семей, подписавших доверенности адвокатам. Дюма отметил, что он был «поражён, увидев, что эта операция НАТО, направленная на защиту мирных жителей, в настоящее время стала причиной их гибели». Экс-министр осудил «жестокую агрессию против суверенного государства». Верже, назвавший страны НАТО «убийцами», заявил, что французское государство «управляется проходимцами и убийцами». «Мы намерены разбить стену молчания», — сказал Верже.
2 июня 2011
 Россия
Сергей Лавров по итогам переговоров с болгарским коллегой Николаем Младеновым заявил, что «в Ливии возобновились бомбардировки, причем ещё более интенсивно, чем обычно, в том числе по объектам, которые трудно вписать в рамки резолюции 1973. Мы эти оценки высказывали нашим партнёрам».
Июнь 2011
 ЮАР
Джейкоб Зума, президент ЮАР, одобрив саму резолюцию, заявил, что эта резолюция используется НАТО для изменения режима, политических убийств и иностранной военной оккупации Ливии с целью захвата её нефтяных ресурсов.
6 июля 2011
 Россия
Постоянный представитель РФ при НАТО Дмитрий Рогозин в прямом эфире телеканала «Россия 24» сообщил, что «действия Североатлантического альянса давно вышли за рамки того, что предполагалось и предписывалось резолюцией 1973 по Ливии. Теперь здравый смысл диктует, что НАТО должна остановить свои действия и, тем более, не влезать в эту гражданскую войну на стороне одной из сторон».